# 내구강
내구강(內口綱)은 불변태 절지동물에 속하는 강으로 곤충강과 함께 육각아문을 형성한다. 구기가 머리 안 쪽에 숨겨져 있기 때문에 내구강으로 불린다.

## 하위 분류
- 톡토기아강 (Collembola)
- 낫발이목 또는 원미목 (Protura)
- 좀붙이목 또는 쌍미목 (Diplura)